# Hans Hermann Seiler
Hans Hermann Seiler (* 24. Dezember 1929 in Münster; † 16. Juni 2019 in Reinbek) war ein deutscher Jurist und Hochschullehrer an der Universität Hamburg.

## Leben

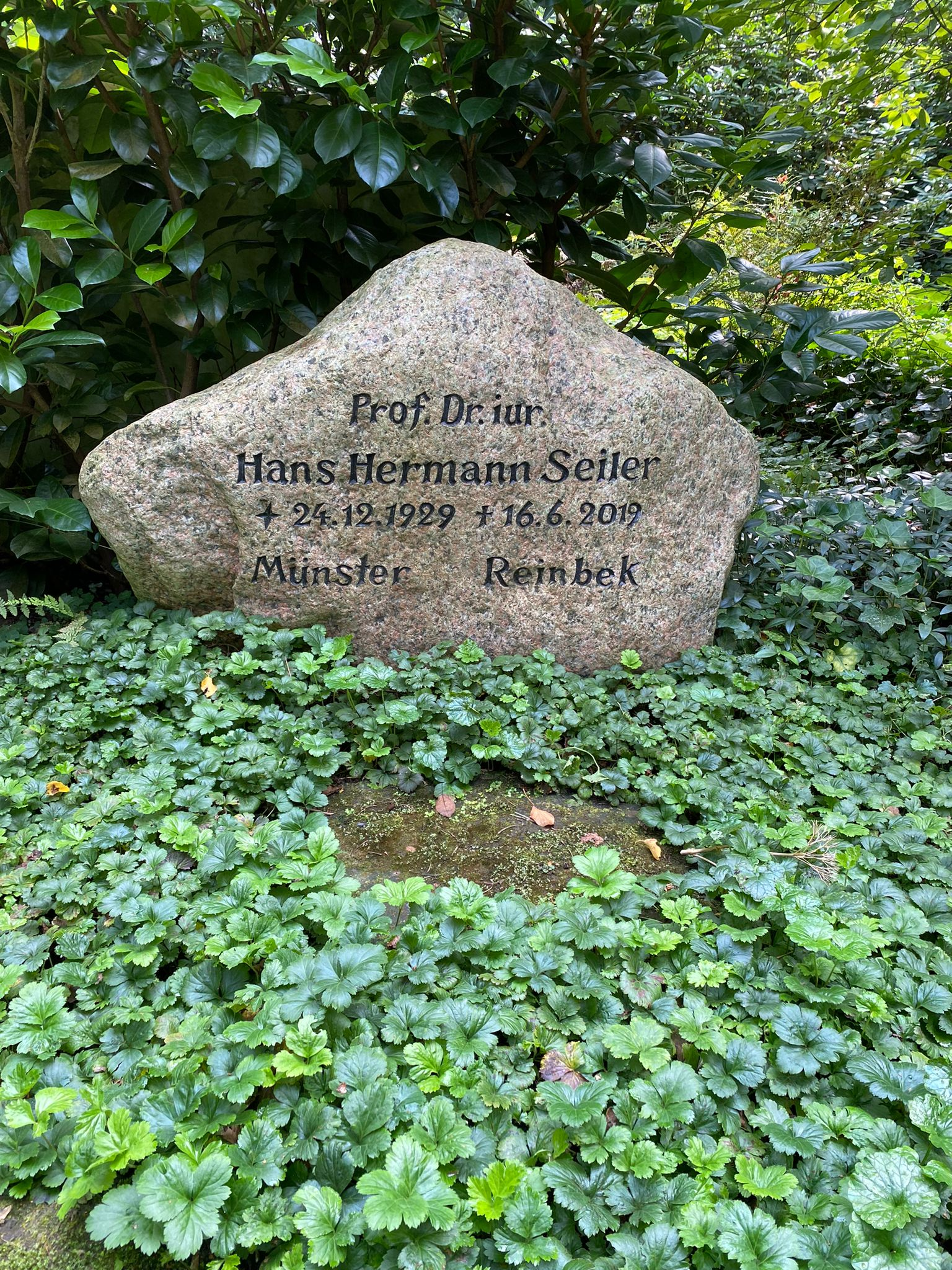
Grabstätte auf dem Waldfriedhof Aumühle

Seiler studierte Rechtswissenschaften an den Universitäten Freiburg im Breisgau und Münster. In Münster legte er sein Erstes und sein Zweites Juristisches Staatsexamen ab. Ebenfalls in Münster schloss Seiler 1957 bei Max Kaser seine Promotion zum Dr. iur. ab. Seiler folgte seinem Lehrer Kaser nach dessen Wechsel an die Universität Hamburg und arbeitete in der Folge als dessen wissenschaftlicher Assistent. Bei Kaser habilitierte Seiler sich 1965 und erhielt die venia legendi für die Fächer Römisches Recht und Bürgerliches Recht.
Es folgte zunächst eine Tätigkeit als Privatdozent an der Universität Hamburg. 1968 lehnte Seiler einen Ruf an die Freie Universität Berlin ab, um einen Ruf der Universität Hamburg anzunehmen. Bis zu seiner Emeritierung 1998 war er dort Professor für Römisches Recht und Bürgerliches Recht. Daneben arbeitete er von 1970 bis 1983 als Richter am Hanseatischen Oberlandesgericht. Außerdem war Seiler entpflichtetes Mitglied der Akademie der Wissenschaften in Hamburg. Gemeinsam mit Okko Behrends, Rolf Knütel und Berthold Kupisch arbeitete Seiler seit Ende der 1980er-Jahre an der Übersetzung des Corpus Iuris Civilis.
Hans Hermann Seiler wurde auf dem Waldfriedhof in Aumühle beigesetzt.

## Veröffentlichungen (Auswahl)
- Die Systematik der einzelnen Schuldverhältnisse in der neueren Privatrechtsgeschichte. Universitätsverlag, Münster 1957 (Dissertation).
- Der Tatbestand der negotiorum gestio im römischen Recht. Böhlau, Köln 1968 (Habilitationsschrift).
- Geschichte und Gegenwart im Zivilrecht. Heymanns, Köln 2005, ISBN 978-3-452-25387-3.